# ماگودهو (فافو آتول)
ماگودهو (به لاتین: Magoodhoo) یک منطقهٔ مسکونی در مالدیو است. ماگودهو ۸۱۰ نفر جمعیت دارد.